# 안세환
안세환(安世桓, 1892년 3월 25일 ~ 1927년 9월 20일)은 한국의 독립운동가이다. 3·1운동 때 중앙지도체 49인중의 한 사람이다.
평안남도 평원군 출생이다. 평양의 기독교 계열 학교인 숭실학교를 졸업했다.
1911년 숭실학교 교사로 있던 중 신민회 회원으로 활동하다가 서북 지역의 기독교계 인사들이 연루된 105인 사건으로 수감, 실형 선고를 받고 복역했고, 1919년 3·1 운동에 민족대표 48인 중 한 사람으로 참가했다가 복심에서 무죄 판결을 받았지만 미결수로 2년 가까이 복역하였다.
당시 평양의 기독교서원 총무를 맡고 있었던 그는, 이 운동의 기획 단계에서 함태영의 집에 장로교 인사들인 이갑성, 오상근, 현순과 함께 모여서 기독교 중심의 운동을 모의한 사람 중 하나이다. 그러나 이승훈이 이미 천도교 및 감리교의 대표들과 만나 연합 운동을 펼칠 계획을 갖고 있는 것을 알고, 함태영, 이갑성과 함께 연대에 찬성했으며 계획 추진에 앞장섰다. 이 과정에서 안세환은 기독교측 대표로 직접 일본에 밀사로 건너가 일본 정부와 의회에 독립을 통보할 사람으로 선정되었다.
거사 이틀 전인 2월 27일 서울을 떠나서 도쿄에 머물며 일본 경시청을 방문하는 등 임무를 수행하고 귀국하는 길에 체포되었으나, 이듬해 재판에서 무죄 판결을 받고 1년 7개월 만에 풀려났다. 그러나 두 번째 옥고 이후 그는 곧 정신 이상 상태가 되었고, 감옥에서 얻은 고문 후유증 때문이라는 설이 나돌았다. 결국 병을 고치지 못한 채 몇 년 뒤 36세의 나이로 사망하고 말았다.

## 사후
- 대한민국 정부는 그의 공헌을 기려 1963년 건국훈장 독립장을 추서하였다.

## 참고자료
- 안세환 : 독립유공자 공훈록 - 국가보훈처